# GMC Graphyte Hybrid
El GMC Graphyte Hybrid es un prototipo de automóvil SUV desarrollado por la fábrica automotriz GMC y presentado en el Salón del Automóvil de Detroit de 2005. Este modelo incorporó un sistema do propulsión híbrido de dos modos, uno eléctrico y otro de combustión. Este motor permite una capacidad de ahorro del 25% a baja velocidad. Además de esta característica posee una prestación llamada «Cilindrada según la demanda», que desactiva los cilindros selectivamente que optimiza la autonomía y el torque al transitar por autopistas.
Tiene tracción en las cuatro ruedas y un motor V8 Vortec de 5.3 Litros con una potencia de 300 HP. Mide 4.76 metros de largo y 2 metros de ancho.
- Datos: Q5513738
- Multimedia: GMC Graphyte / Q5513738